# Polisportivo Comunale
Il Polisportivo comunale è l'impianto di calcio del comune di Civitanova Marche, sede degli incontri della squadra locale e della Sangiustese.
L'impianto, oltre che per il calcio, riveste importanza storica anche per il football americano, in quanto teatro dell'edizione del 2003 del Superbowl italiano e di quella dello stesso anno del SilverBowl, e per il tennis, con un circolo attivo nei suoi pressi.

## Incontri principali

### Superbowl italiano 2003
| Civitanova Marche 12 luglio 2003 | Dolphins Ancona | 0 – 45 (0-10 0-14 0-14 0-7) | Lions Bergamo | Polisportivo Comunale (3000 spett.) |

### Silverbowl 2003
| Civitanova Marche 12 luglio 2003 | Aquile Ferrara | 37 – 15 (7-0 10-7 6-0 14-8) | Seagulls Salerno | Polisportivo Comunale |